# ویلیام فرانسیس گنانگ جونیور
ویلیام فرانسیس گِـنانگ جونیور (انگلیسی: William Francis Ganong Jr.؛ ۶ ژوئیهٔ ۱۹۲۴ – ۲۳ دسامبر ۲۰۰۷) یک دانشمند در حوزهٔ فیزیولوژی، استاد دانشگاه و نویسنده اهل ایالات متحده آمریکا بود.
وی یکی از نخستین دانشمندانی بود که نحوهٔ کنترل مغز بر روی اعمال داخلی بدن را ردیابی کرد.
پدرش ویلیام فرانسیس گنانگ گیاه‌شناس برجستهٔ کانادایی و مادرش یک زمین‌شناس بود و خودش در مدرسه پزشکی هاروارد تحصیل کرد.
وی در سال ۲۰۰۷ میلادی پس از ۱۷ سال مبارزه با سرطان پروستات درگذشت.